# Bel (mitologija)
Bel (babilonski gospodar) je babilonsko-asirski bog Zemlje koje je identičan s bogom Baalom.